# La Liste de mes envies (film)
Cet article concerne le film de Didier Le Pêcheur. Pour le roman de Grégoire Delacourt, voir La Liste de mes envies.
Pour plus de détails, voir Fiche technique et Distribution.
La Liste de mes envies est une comédie dramatique française, réalisée par Didier Le Pêcheur, sortie en 2014.
Elle est adaptée du roman de Grégoire Delacourt, La Liste de mes envies, paru en 2012.

## Synopsis
Jocelyne (Mathilde Seigner), tient une modeste mercerie à Arras. Elle tient aussi un blog, « dixdoigtsdor », qui rencontre le succès. Elle a toujours son père qui est en centre de soins et souffre d'un problème de mémoire : il oublie tout toutes les six minutes. Elle a aussi deux amies merveilleuses, sœurs jumelles, toutes deux prénommées Danièle (Virginie Hocq et Frédérique Bel).
Quand les deux Danièle lui apprennent qu'un joueur d'Arras est le grand gagnant de la loterie de l'Européenne des Jeux (EDJ), soit 18 547 301 euros et 28 centimes, et ne s'est pas encore fait connaître, Jocelyne devine que c'est elle. Elle retrouve le ticket gagnant. Se rendant compte à quel point son existence sera bouleversée par ces millions, elle fait alors la liste de ses envies, modestes, et décide de ne rien changer à sa vie, pour ne rien changer à son bonheur. Elle cache le chèque de son gain qu'elle est allée chercher au siège de l'EDJ à Paris.
Un beau jour, Jocelyne s’aperçoit que le chèque a disparu. Son mari Jocelyn (Marc Lavoine), surnommé Jo, censé être parti en Suisse pour une formation professionnelle, ne revient pas ; Jocelyne a des doutes et appelle son entreprise. Elle apprend qu'il a pris une semaine de congé, mais elle n'est pas dupe, Jocelyn s'est enfui avec le chèque de 18 547 301,28 euros. Jocelyne est anéantie.
Après de longs mois, Jo revient sonner à la porte. Sous la pluie battante, il tente de s'excuser et d'expliquer les raisons de son geste. Sa vie de luxe, durant laquelle il a gaspillé 1,2 million, n'a pas fait de lui un homme heureux et il redonne à Jocelyne un chèque de ce qu'il n'a pas dépensé. Mais elle ne lui pardonne pas sa trahison. 
Jocelyne laisse sa mercerie à Mado, son employée et part dans le sud de la France avec les deux Danièle, prend un amant, essayant de changer la vie des autres grâce au restant de l'argent.

## Fiche technique
Sauf indication contraire, les informations mentionnées dans cette section peuvent être confirmées par la base de données cinématographiques Allociné,  présente dans la section « Liens externes ».
- Titre original : La Liste de mes envies
- Réalisation : Didier Le Pêcheur
- Scénario : Didier le Pêcheur et Delphine Labouret
- Direction artistique :
- Directeur de production : Philippe Saal
- Décors : Jean-Jacques Gernolle
- Costumes : Brigitte Calvet, Marie Calvet
- Photographie : Myriam Vinocour
- Son : Didier Saïn
- Montage : Christine Lucas-Navarro
- Musique : John Erik Kaada
- Production : Thomas Viguier, Clémentine Dabadie
- Co production : Romain Le Grand
- Sociétés de production : Chabraque & Ryoan, en association avec la SOFICA SofiTVciné 1
- Société de distribution : Pathé Distribution
- Pays d'origine :  France
- Langue originale : français
- Format : couleur
- Genre : comédie dramatique
- Durée : 1h40
- Date de sortie : 28 mai 2014
- Date de sortie DVD et VOD : 1er octobre 2014

## Distribution
- Mathilde Seigner : Jocelyne Guerbette
- Marc Lavoine : Jocelyn Guerbette
- Tiphaine Haas : Nadine Guerbette
- Laurent Delay : Romain Guerbette
- Virginie Hocq : Danièle Delacourt
- Frédérique Bel : Danièle
- Julien Boisselier : Jean-Luc
- Julie Ferrier : la psychologue d'Européenne des jeux
- Patrick Chesnais : le père de Jocelyne
- Michel Vuillermoz : le curé de la paroisse
- Nicolas Woirion : Daniel Martineau, l'homme de la plage
- Cécile Rebboah : Mado
- France Darry : Lucienne Viguier
- Raphaël Lenglet : Hervé Meunier, l'employé de l'Européenne des jeux
- Anne Girouard : l'hôtesse d'accueil de l'Européenne des jeux
- Nathalie Blanc : Juliette Merval, la journaliste

## Production

### Tournage
Les différentes scènes du film ont été tournées à Arras (Grand-Place, place des Héros, hôtel de ville, beffroi, gare, citadelle, etc.), à Violaines où se trouve la maison de Jocelyne, Nice et Étretat, mais également à Paris et dans les studios d'Épinay. La production s'est servie d'une vraie mercerie pour tourner les scènes extérieures mais en changeant le décor, mais aussi dans les bureaux de la société EDF à Saint-Denis (immeuble Spallis).